# Marion Cotillard

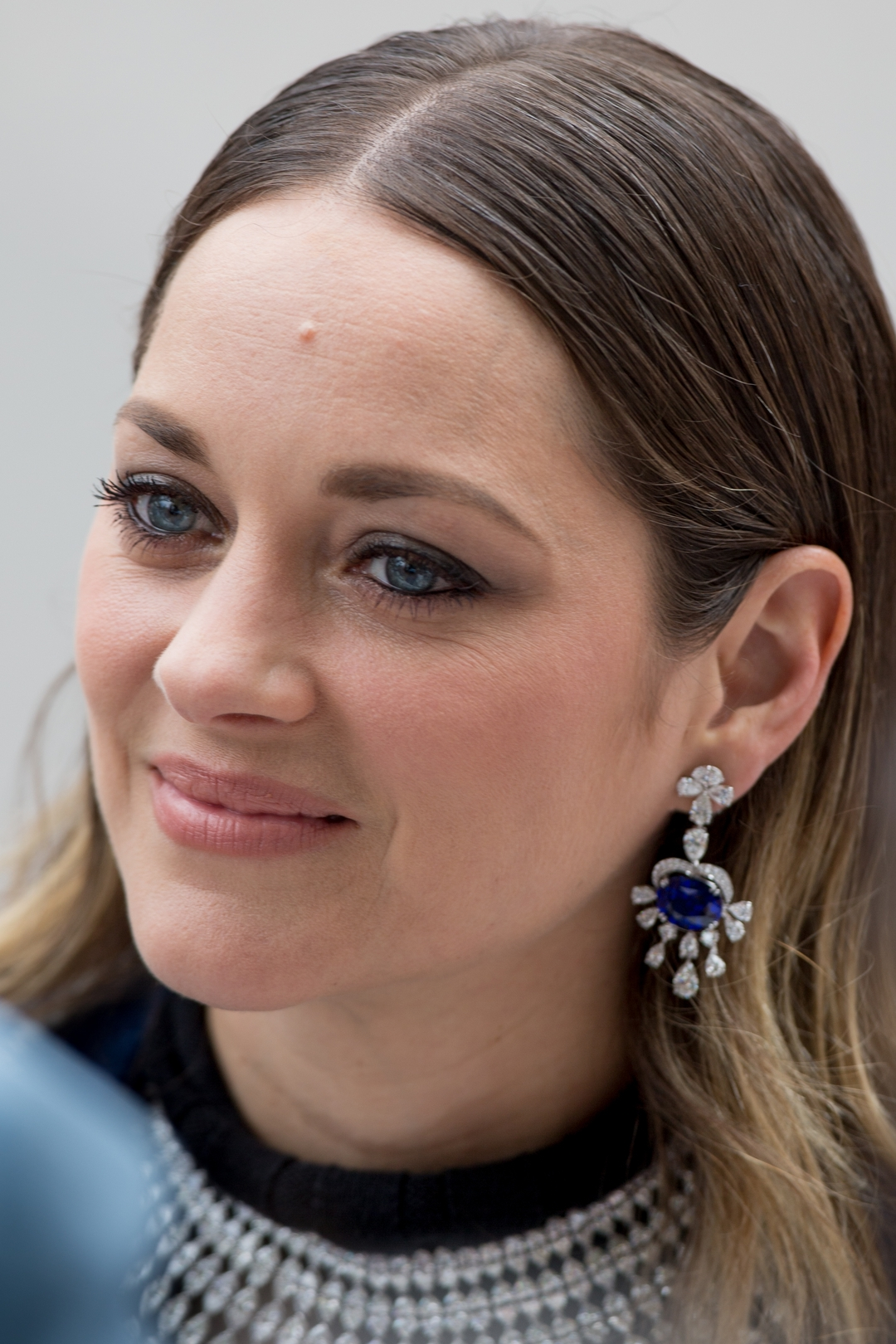
Marion Cotillard (2019)

Marion Cotillard (anhörenⓘ; * 30. September 1975 in Paris) ist eine französische Schauspielerin. Bekanntheit erlangte sie vor allem durch ihre Darstellung der Édith Piaf in Olivier Dahans Spielfilm La vie en rose (2007), für den sie mit einem Oscar, einem Golden Globe, dem British Academy Film Award und dem französischen César ausgezeichnet wurde. Durch ihre Mitwirkung in US-Filmproduktionen wie dem Musical Nine (2009) oder dem Science-Fiction-Film Inception (2010) zählt sie zu den bestbezahlten Schauspielerinnen.
Am 14. Juli 2016 wurde Cotillard für ihr mehr als zwanzigjähriges Engagement im Umweltschutz von der Ministerin für Umwelt, Energie und nachhaltige Entwicklung, Ségolène Royal, zum Ritter der Ehrenlegion ernannt.

## Biografie

### Ausbildung und erste Filmrollen
Cotillard wurde als Kind einer Schauspielerfamilie in Paris geboren. Ihre Mutter Niseema Theillaud ist gelernte Schauspielerin, ihr Vater Jean-Claude Cotillard Schauspieler und Regisseur, Gründer der Theatergruppe Cotillard und Lehrer an der École supérieure d’art dramatique in Paris. Sie hat jüngere Zwillingsbrüder (* 1977): den Maler und Bildhauer Quentin sowie den Schriftsteller Guillaume. Durch ihre Eltern kam Cotillard schon im Alter von fünf Jahren mit dem Theater in Berührung und feierte ihren ersten Bühnenauftritt unter der Regie ihres Cousins Laurent Cotillard in dem Stück Y a des nounous dans le placard. In der Folgezeit war sie, wenn in den Theaterproduktionen der Familie Kinderrollen zu besetzen waren, auf der Bühne zu sehen. Mit sechs Jahren wurde Cotillard für zwei Fernsehfilme engagiert, die ausschlaggebend dafür waren, eine Karriere als Schauspielerin anzustreben. Sie begann ihr Schauspielstudium in Orléans und erhielt ihren ersten Preis 1994 am dortigen Conservatoire d’Art Dramatique.
Zwei Jahre nach ihrem Auftritt in der Episode Nowhere to Run in der populären US-amerikanischen Fernsehserie Highlander gab Cotillard 1994 in Philippe Harels Liebesfilm Die Geschichte des Jungen, der geküsst werden wollte ihr Kinodebüt. Der Film erzählt von Leben des jungen Studenten und Einzelgängers Raoul (gespielt von Julien Collet), der davon träumt, zum ersten Mal in seinem Leben geküsst zu werden. Im selben Jahr erhielt Cotillard ein festes Engagement in der Fernsehserie Extrême limite, die das Leben von heranwachsenden Jugendlichen an einer französischen Sporthochschule thematisiert. 1996 folgten Nebenrollen in Arnaud Desplechins Drama Ich und meine Liebe an der Seite von Mathieu Amalric und Emmanuelle Devos sowie Coline Serreaus Fantasy-Komödie Der grüne Planet – Besuch aus dem All, mit denen sie versuchte, im französischen Kino Fuß zu fassen. Zu dieser Zeit stagnierte Cotillards Karriere. „Ohne wirklich entmutigt zu sein, hatte ich Schwierigkeiten, im Kino erfolgreich zu sein“, so Cotillard in einem Interview mit der französischen Zeitschrift Gala im Jahr 2003.

### Durchbruch im Filmgeschäft

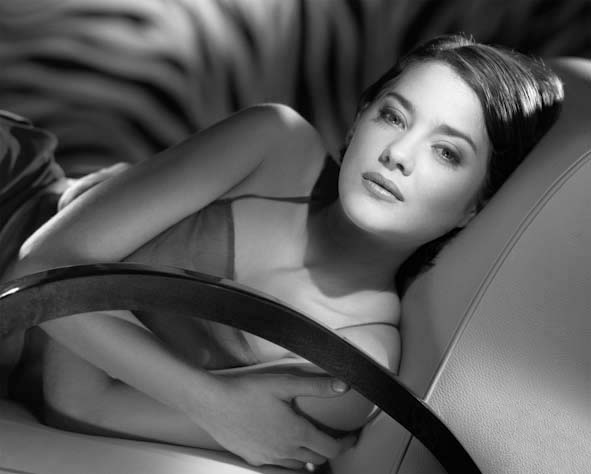
Cotillard im Jahr 1999

Das Jahr 1997 markierte den Wendepunkt in Cotillards Karriere. Sie war in dem Theaterstück Affaire classée zu sehen und wurde mit dem Darstellerpreis in Istres ausgezeichnet. Im selben Jahr folgte die Zusammenarbeit mit dem französischen Regisseur Gérard Pirès. Sein Actionfilm Taxi (1998), geschrieben und produziert von Luc Besson, spielt in Marseille und handelt von den Abenteuern des Taxifahrers Daniel Morales (gespielt von Samy Naceri), der mit seinem getunten Dienstfahrzeug die Straßen in der südfranzösischen Hafenstadt unsicher macht. Taxi wurde in Frankreich zur erfolgreichsten Komödie des Sommers und Cotillard einem breiten Publikum bekannt. Für die Rolle der Lilly Bertineau wurde sie auch zum ersten Mal für den César, das französische Äquivalent zum Oscar, als beste Nachwuchsdarstellerin nominiert. 2000 und 2003 folgten mit den Filmen Taxi Taxi und Taxi 3 unter der Regie von Gérard Krawczyk zwei Fortsetzungen, in denen Cotillard wiederum den Part der Lilly Bertineau übernahm.
Nach Taxi konnte sich Cotillard im französischen Kino etablieren und sie wurde mit zahlreichen Rollenangeboten bedacht wie in Francis Reussers historischem Liebesdrama Krieg im Oberland (1999) oder in dem Kriegsdrama Lisa (2001), an der Seite von Jeanne Moreau und Benoît Magimel. Im Jahr 2000 war Cotillard Jurymitglied beim Filmfestival in Gérardmer, das die besten Werke aus dem Genre des fantastischen Films prämiert. Nach der Hauptrolle in dem Fernsehfilm Flucht durch Nizza im Jahr 2001, in dem sie sich als Mordverdächtige ein Katz-und-Maus-Spiel mit der Polizei und einem unbekannten Mörder liefert, folgte im selben Jahr ihre erste Kinohauptrolle in Gilles Paquet-Brenners Melodram Pretty Things. Darin agierte sie in einer Doppelrolle in Person der beiden eineiigen Zwillingsschwestern Lucie und Marie. Obwohl Lucie eine Gesangsausbildung erhält, hat Marie die kraftvollere Stimme und schlüpft eines Tages bei einem Konzert in die Rolle ihrer Schwester. Nach Lucies plötzlichem Suizid nimmt Marie deren Platz ein und betritt eine Welt voller Illusionen und Geheimnisse, in der sie den dunklen Seiten im Leben ihrer Schwester auf die Spur kommt. Um die Musikstücke im Film selbst interpretieren zu können, hatte Cotillard einen Monat lang Gesangsunterricht erhalten. Der Lohn ihrer Mühe war ihre zweite César-Nominierung im Jahr darauf, wiederum als beste Nachwuchsdarstellerin.
Nachdem Cotillard 2002 in dem Thriller Une affaire privée an der Seite von Samuel Le Bihan und Thierry Lhermitte agiert hatte, folgte ein Jahr später die französische Liebeskomödie Liebe mich, wenn du dich traust (2003). In Yann Samuells Debütfilm, der Kritiker an Jean-Pierre Jeunets Welterfolg Die fabelhafte Welt der Amélie erinnerte, spielte sie zusammen mit Filmpartner Guillaume Canet das Liebespaar Sophie und Julien, das sich seine Liebe nicht eingestehen kann und sich stattdessen in zahlreichen Mutproben versucht, die mit der Zeit immer waghalsiger und gefährlicher werden.
Dem Film war Erfolg an den französischen Kinokassen beschieden, er wurde in den USA beim Newport Beach Film Festival prämiert und brachte Cotillard die dortige Darsteller-Auszeichnung ein. Noch im selben Jahr wurde Hollywood auf die brünette Schauspielerin aufmerksam. Sie reiste in die USA, wo sie in Tim Burtons Komödie Big Fish an der Seite von Ewan McGregor, Albert Finney und Jessica Lange eine Nebenrolle übernahm. Obwohl der Part der jungen, schwangeren Französin keine weiteren Engagements in den Vereinigten Staaten nach sich zog, stieg ihre Popularität in Frankreich.

### Höhepunkte ihrer Karriere
2004 folgte für Cotillard die Zusammenarbeit mit dem Regisseur Jean-Pierre Jeunet. In Mathilde – Eine große Liebe, einem Drama über den Ersten Weltkrieg, erzählt Jeunet die Geschichte seiner jungen Titelheldin (gespielt von Audrey Tautou), die nach ihrem verschollenen Verlobten sucht, der mit vier weiteren Soldaten wegen Selbstverstümmelung zum Tode verurteilt wurde. Cotillard porträtierte in diesem Film in einer Nebenrolle die ehemalige Hure Tina Lombardi, die ebenfalls auf der Suche nach ihrem Geliebten ist. Nach und nach stellt sich jedoch heraus, dass Tinas Liebhaber im Krieg gefallen ist, und sie beginnt einen tödlichen Rachefeldzug gegen die Schuldigen zu führen. Cotillard stieß sehr spät zu Jeunets Dreharbeiten, die sich für sie problematisch gestalteten, wie der Regisseur im DVD-Audiokommentar zum Film mitteilte. Sie litt unter starker Nervosität und wurde deshalb bei der Arbeit von Hauptdarstellerin Audrey Tautou unterstützt. Cotillard musste das Set vor der bedeutungsvollen Gefängnisszene, in der Tina Mathilde die Gründe für ihre Taten nennt, verlassen und wurde wegen einer Infektion im Krankenhaus behandelt. Dennoch wurde sie 2005 für ihre Leistung in Mathilde von der Kritik gelobt und mit dem César als beste Nebendarstellerin ausgezeichnet.

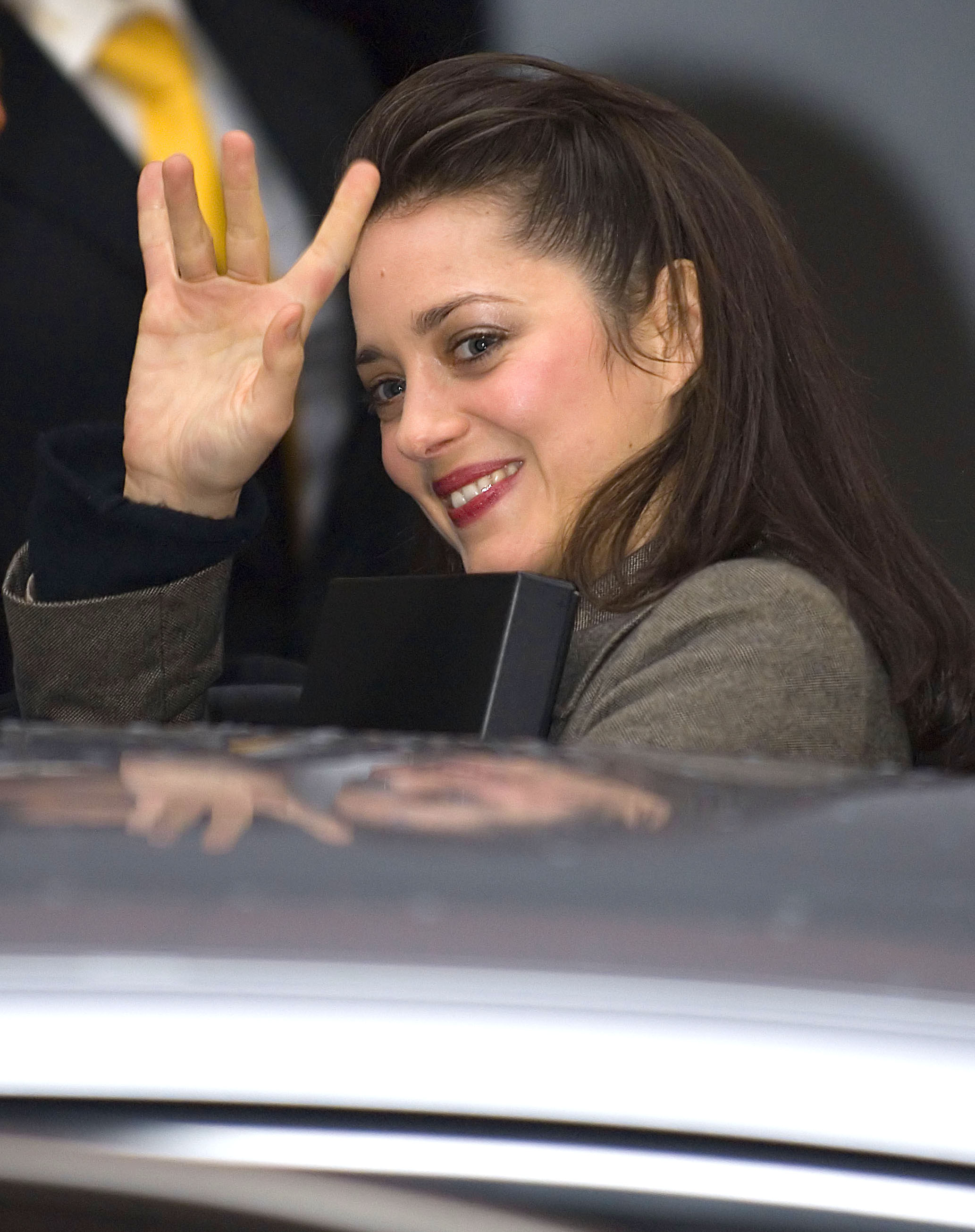
Cotillard auf der Berlinale 2007

Nach dem weltweiten Erfolg von Mathilde – Eine große Liebe gehörte Cotillard zu den gefragtesten Schauspielerinnen Frankreichs und arbeitete von 2006 bis 2007 an fünf Filmprojekten, darunter Ridley Scotts englischsprachige Komödie Ein gutes Jahr an der Seite von Russell Crowe und Albert Finney und die Hauptrolle in Olivier Dahans Film La vie en rose, in dem sie den Part der berühmten Chansonsängerin Édith Piaf übernahm. Das Drama, das seine Uraufführung als Eröffnungsfilm der 57. Filmfestspiele von Berlin feierte, brachte Cotillard großes Lob seitens der Kritik ein und der Film avancierte in Frankreich zum großen Kinokassenerfolg. Ihr Porträt der Piaf, die sie von der 18-jährigen Göre bis hin zur 47-jährigen kranken Frau darstellt, wurde vom Tagesspiegel als „großartig“ bewertet, während die Berliner Zeitung in einem sonst eher „langatmigen Biopic“ die „überragende, hinreißende Leistung der Hauptdarstellerin“ herausstellte. Obwohl Cotillard für den Film nicht selbst die Chanson-Klassiker der bekannten Sängerin interpretierte, wurde sie mit mehr als einem Dutzend internationaler Film- und Festivalpreisen geehrt. 2008 erhielt sie als dritte Französin nach Claudette Colbert (1935) und Simone Signoret (1960) den Oscar als beste Hauptdarstellerin sowie den César, den Golden Globe als beste Komödien- bzw. Musical-Darstellerin, den British Academy Film Award (BAFTA Award), den Satellite Award und den Darstellerpreis der Los Angeles Film Critics Association.
Ihr Oscar-Gewinn, der zweite einer Hauptdarstellerin in einer fremdsprachigen Rolle seit der Italienerin Sophia Loren (Und dennoch leben sie) wurde knapp eine Woche später durch Aussagen aus einem Interview getrübt, das Cotillard in der Fernsehsendung Paris Premiere ein Jahr zuvor gegeben hatte und im Internet veröffentlicht wurde. In diesem habe sie die Anschläge auf das World Trade Center am 11. September 2001 als US-amerikanische Verschwörung bezeichnet sowie die bemannte Mondlandung im Jahr 1969 angezweifelt. Zwar ließ die Schauspielerin durch ihren Anwalt mitteilen, ihre Äußerungen seien aus dem Zusammenhang gerissen worden, doch verlautbarten bereits kurze Zeit später US-amerikanische Medien, dass die Karriere-Aussichten der französischen Schauspielerin in Hollywood „verdorben“ seien.

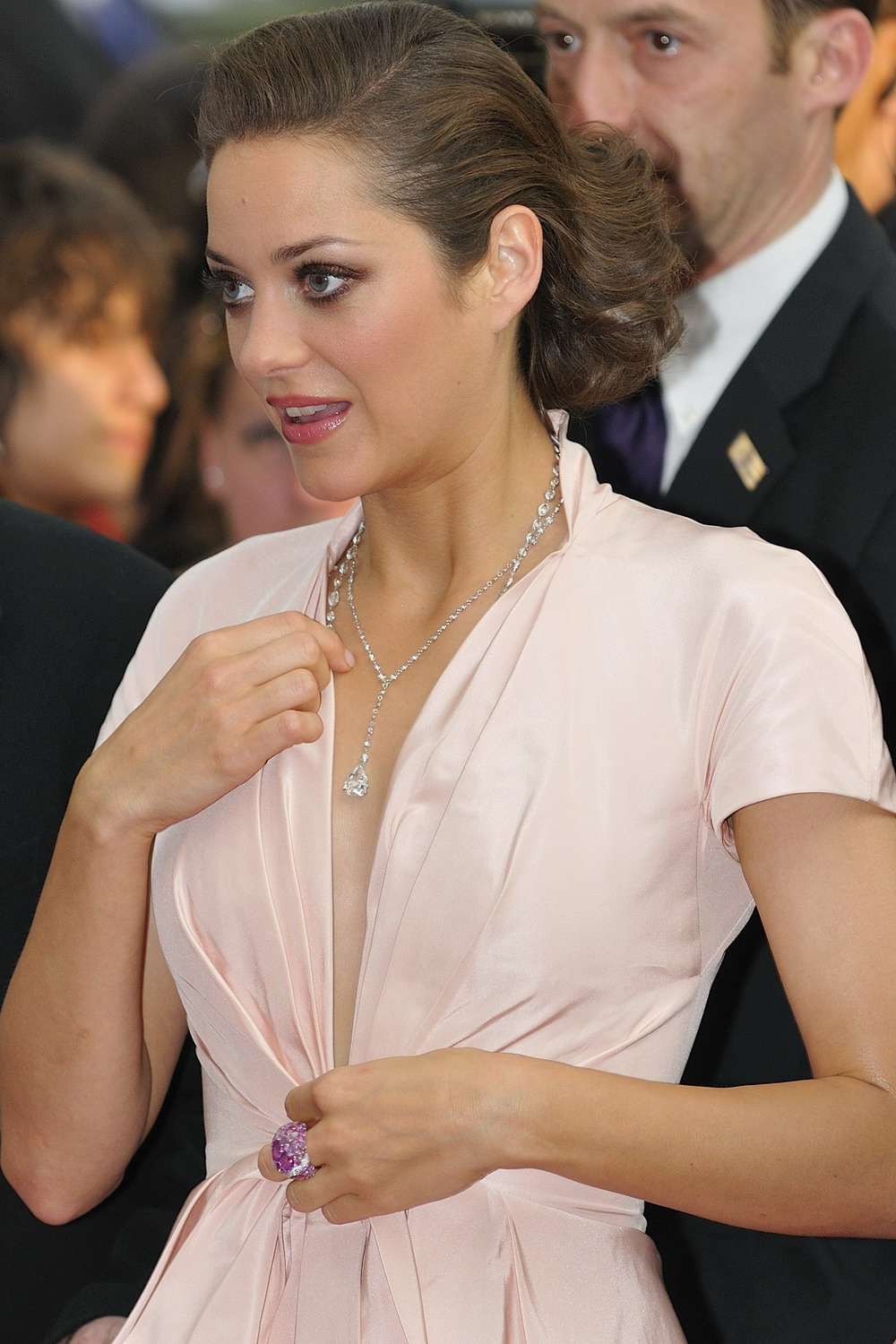
Cotillard bei der Pariser Premiere von Public Enemies

Nach dem großen Erfolg von La vie en rose agierte Cotillard erst zwei Jahre später wieder in einem Film. 2009 folgte eine Rolle in Michael Manns Hollywood-Produktion Public Enemies, in der sie den Part der Freundin des legendären US-amerikanischen Bankräubers John Dillinger (gespielt von Johnny Depp) übernahm. Im selben Jahr war sie als Luisa in Rob Marshalls Musical-Verfilmung Nine zu sehen, die von einem alternden Filmregisseur (gespielt von Daniel Day-Lewis), dessen Midlife Crisis und den Frauen in seinem Leben (dargestellt von Penélope Cruz, Nicole Kidman, Kate Hudson, Judi Dench und Sophia Loren) berichtet. Der Stoff basiert auf Federico Fellinis Spielfilm 8½ aus dem Jahr 1963, in dem Anouk Aimée diesen Part übernommen hatte, während in zwei Broadway-Inszenierungen die Rolle von Karen Akers (1982–1984) und Mary Stuart Masterson (2003) interpretiert worden war. Als Ehefrau des Regisseurs, die unter den Eskapaden des Gatten stark zu leiden beginnt, interpretierte Cotillard zwei Gesangsnummern (My Husband Makes Movies und Take It All). Während Nine gemischte Kritiken seitens der US-amerikanischen Fachpresse erhielt, wurde Cotillard erneut Lob und eine zweite Golden-Globe-Nominierung zuteil. Von all seinen großartigen Co-Stars liefere allein Cotillard etwas ab, das einer „wahren Leistung“ gleichkomme, so die Washington Post. Sie gewähre einen flüchtigen Blick auf „wirkliche menschliche Verletzbarkeit“, während der Rolling Stone den Part als „Perfektion“ hochlobte.
Cotillard, die nach eigenem Bekunden eine Karriere als Sängerin angestrebt hätte, wäre sie nicht Schauspielerin geworden, engagierte sich in der Vergangenheit als aktive Umweltschützerin und Sprecherin für die Organisation Greenpeace. Wie viele andere Schauspieler, Sänger und Designer war sie 2005 an dem Programm Dessins pour le climat beteiligt, einem von Greenpeace initiierten Projekt, das auf die zunehmende globale Erwärmung aufmerksam machte und sich u. a. aus dem Erlös eines Buches finanzierte.
Im Rahmen einer Werbekampagne für das französische Modelabel Dior nahm sie 2010 den Song The Eyes of Mars auf, welcher von der Band Franz Ferdinand geschrieben und komponiert wurde.
2013 spielte Cotillard im Musikvideo zur Single The Next Day des gleichnamigen Albums von David Bowie eine Hauptrolle als Prostituierte in einem Nachtclub für Geistliche.

### Beziehung und Zusammenarbeit mit Guillaume Canet
Seit 2007 ist Cotillard mit dem französischen Schauspieler und Regisseur Guillaume Canet liiert, mit dem sie 2003 für die Komödie Liebe mich, wenn du dich traust vor der Kamera stand. Mit Canet spielte sie auch 2009 die Hauptrollen in Karim Dridis französischem Abenteuerfilm Le dernier vol. 2010 erschien sie unter der Regie ihres Lebensgefährten in der erfolgreichen französischen Tragikomödie Kleine wahre Lügen, in der sie die sexsüchtige Freundin von Jean Dujardin spielte, die Nähe zu anderen Menschen kaum ertragen kann. Im selben Jahr fand der Kinostart von Christopher Nolans Science-Fiction-Thriller Inception statt, in dem Cotillard als Gattin von Leonardo DiCaprio zu sehen war.

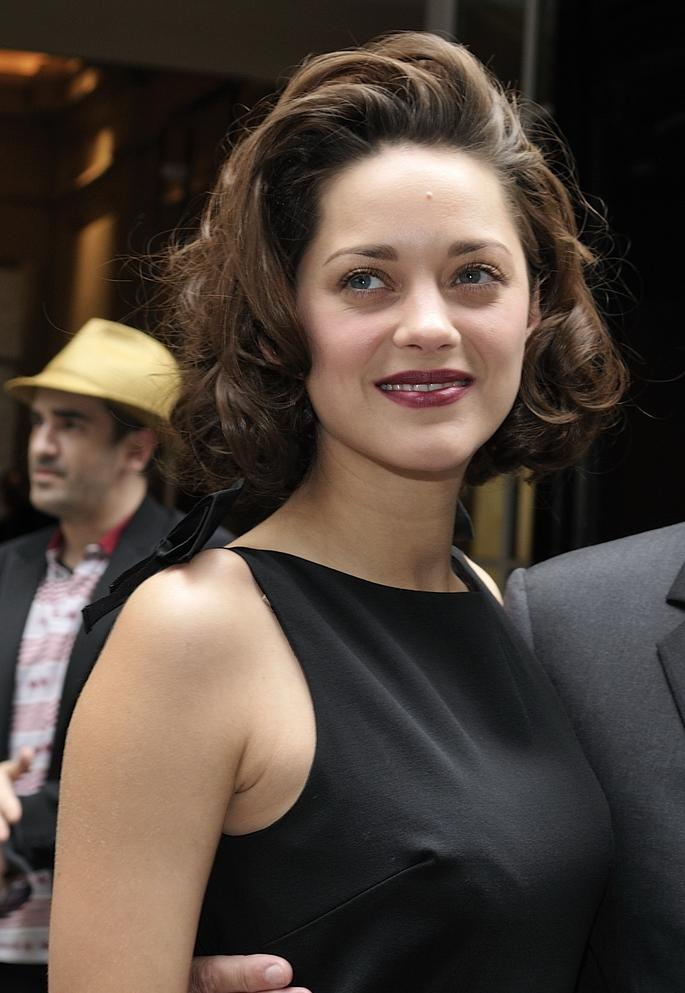
Cotillard während der Haute-Couture-Schauen in Paris (2009)

Im Februar 2011 wurde die Schauspielerin in einer von Le Figaro jährlich veröffentlichten Rangliste von Frankreichs bestbezahlten Schauspielern auf Platz 1 ausgewiesen. Kleine wahre Lügen und Inception brachten ihr eine Gage von 2,35 Millionen Euro ein – gleichzeitig war sie der erste weibliche Filmstar, der diese Liste anführte. Mit ihren Gagen in Höhe von zwei Millionen US-Dollar für Nine und Inception galt Cotillard als bestbezahlte nicht-amerikanische Schauspielerin in Hollywood neben der Britin Kate Winslet.
Ebenfalls 2011 schlüpfte Cotillard in Woody Allens romantischer Komödie Midnight in Paris an der Seite von Owen Wilson in die Rolle von Adriana, der flatterhaften Muse von Pablo Picasso. Im selben Jahr spielte sie in Steven Soderberghs Epidemie-Thriller Contagion (2011) mit Matt Damon, Kate Winslet und Jude Law eine WHO-Wissenschaftlerin, die als Geisel genommen wird. Danach kehrte sie wieder zum französischen Kino zurück und spielte unter der Regie von Jacques Audiard eine attraktive und verwöhnte Schwertwal-Trainerin, die bei einem Arbeitsunfall beide Unterschenkel verliert (Der Geschmack von Rost und Knochen, 2012). Mit dem Part der Miranda Tate in Christopher Nolans Batman-Fortsetzung The Dark Knight Rises (2012) und der Mitwirkung in dem Filmprojekt Nightingale (2013) von James Gray folgte sie weiteren Angeboten vom US-amerikanischen Film. 2013 wurde auch der amerikanisch-französische Kriminalfilm Blood Ties veröffentlicht, in dem Cotillard erneut unter der Regie von Canet agierte.
Der Beziehung mit Guillaume Canet entstammen ein Sohn (* 2011) und eine Tochter (* 2017).

## Synchronstimme
Cotillard wird seit 2006 hauptsächlich von Natascha Geisler gesprochen. In der Vergangenheit liehen ihr Bianca Krahl, Maud Ackermann und Elisabeth von Koch ihre Stimmen.

## Filmografie (Auswahl)
- 1993: Highlander (Fernsehserie, 2 Folgen)
- 1994: Die Geschichte des Jungen, der geküsst werden wollte (L’histoire du garçon qui voulait qu’on l’embrasse)
- 1996: Ich und meine Liebe (Comment je me suis disputé… (ma vie sexuelle))
- 1996: Der grüne Planet – Besuch aus dem All (La belle verte)
- 1996: Liebe neu erfinden (L'@mour est à réinventer, dix histoires d’amours au temps du sida)
- 1998: Taxi
- 1999: Krieg im Oberland (La guerre dans le haut pays)
- 1999: Eine andere Welt (Du bleu jusqu’en Amérique)
- 1999: Furia
- 2000: Taxi Taxi (Taxi 2)
- 2001: Lisa
- 2001: Pretty Things (Les jolies choses)
- 2001: Flucht durch Nizza (Une femme piégée)
- 2002: Eine ganz private Affäre (Une affaire privée)
- 2003: Liebe mich, wenn du dich traust (Jeux d’enfants)
- 2003: Big Fish
- 2003: Taxi 3
- 2004: Innocence
- 2004: Mathilde – Eine große Liebe (Un long dimanche de fiançailles)
- 2005: Cavalcade
- 2005: Edy
- 2005: Love Is in the Air (Ma vie en l’air)
- 2005: Mary
- 2005: Burnt Out (Sauf le respect que je vous dois)
- 2005: Black Box (La boîte noire)
- 2006: Du & Ich (Toi et moi)
- 2006: Dikkenek
- 2006: Fair Play
- 2006: Ein gutes Jahr (A Good Year)
- 2007: La vie en rose (La môme)
- 2009: Public Enemies
- 2009: Le dernier vol
- 2009: Nine
- 2010: Inception
- 2010: Kleine wahre Lügen (Les petits mouchoirs)
- 2011: Midnight in Paris
- 2011: Contagion
- 2012: Der Geschmack von Rost und Knochen (De rouille et d’os)
- 2012: The Dark Knight Rises
- 2013: Anchorman – Die Legende kehrt zurück (Anchorman 2: The Legend Continues)
- 2013: The Immigrant
- 2013: Blood Ties
- 2014: Zwei Tage, eine Nacht (Deux jours, une nuit)
- 2014: Im Land der Bären (Terre des ours, Stimme)
- 2015: Macbeth
- 2016: Die Frau im Mond – Erinnerung an die Liebe (Mal de pierres)
- 2016: Einfach das Ende der Welt (Juste la fin du monde)
- 2016: Allied – Vertraute Fremde (Allied)
- 2016: Assassin’s Creed
- 2017: Ismaëls Geister (Les fantômes d’Ismaël)
- 2017: Rock’n Roll
- 2018: Gueule d’ange
- 2019: Nous finirons ensemble
- 2020: Die fantastische Reise des Dr. Dolittle (Dolittle, Stimme)
- 2021: Annette
- 2021: Charlotte (Stimme)
- 2021: La vengeance au triple galop (Fernsehfilm)
- 2022: Bruder und Schwester (Frère et sœur)
- 2023: Asterix & Obelix im Reich der Mitte (Astérix et Obélix: L’Empire du Milieu)
- 2023: Extrapolations (Fernsehserie, Folge 1x07 2068: The Going-Away Party)
- 2023: Die Fotografin (Lee)
- 2023: Little Girl Blue
- 2025: La tour de glace

## Auszeichnungen (Auswahl)
- 1999: César-Nominierung für Taxi (Kategorie: Beste Nachwuchsdarstellerin)
- 2000: Darstellerpreis des Cabourg Romantic Film Festival für Taxi Taxi (Beste Nachwuchsdarstellerin)
- 2001: Darstellerpreis des Verona Love Screens Film Festivals für Lisa
- 2002: César-Nominierung für Pretty Things (Beste Nachwuchsdarstellerin)
- 2004: Trophée Chopard der Filmfestspiele von Cannes
- 2004: Jurypreis des Newport Beach Film Festival für Liebe mich, wenn du dich traust (Beste Darstellerin)
- 2005: César für Mathilde – Eine große Liebe (Beste Nebendarstellerin)
- 2007: Darstellerpreis des Cabourg Romantic Film Festival für La vie en rose
- 2007: Golden Space Needle Award des Seattle International Film Festivals für La vie en rose (Beste Darstellerin)
- 2007: Hollywood Film Award für La vie en rose (Schauspielerin des Jahres)
- 2007: Nominierung für den Europäischen Filmpreis für La vie en rose (Beste Darstellerin)
- 2007: NRJ Ciné Award für La vie en rose (Beste französische Schauspielerin des Jahres)
- 2007: Boston Society of Film Critics Award für La vie en rose (Beste Hauptdarstellerin)
- 2007: Los Angeles Film Critics Association Award für La vie en rose (Beste Hauptdarstellerin)
- 2007: Satellite Award für La vie en rose (Beste Hauptdarstellerin – Drama)
- 2008: Kansas City Film Critics Circle Award für La vie en rose (Beste Hauptdarstellerin)
- 2008: Breakthrough Performance Award des Palm Springs International Film Festival für La vie en rose
- 2008: Vancouver Film Critics Circle Award für La vie en rose (Beste Hauptdarstellerin)
- 2008: Virtuoso Award des Santa Barbara International Film Festival für La vie en rose
- 2008: Golden Globe Award für La vie en rose (Beste Hauptdarstellerin – Komödie/Musical)
- 2008: London Critics Circle Film Award für La vie en rose (Beste Darstellerin des Jahres)
- 2008: British Academy Film Award für La vie en rose (Beste Hauptdarstellerin)
- 2008: Étoile d’Or für La vie en rose (Beste Darstellerin – gemeinsam mit Isabelle Carré für Anna M.)
- 2008: Prix Lumières für La vie en rose (Beste Darstellerin)
- 2008: César für La vie en rose (Beste Hauptdarstellerin)
- 2008: Academy Award für La vie en rose (Beste Hauptdarstellerin)
- 2008: Böhmischer Löwe für La vie en rose (Beste Hauptdarstellerin)
- 2009: Satellite Award für Nine (Special Achievement Award für das gesamte Schauspielensemble)
- 2010: Desert Palm Achievement Award des Palm Springs International Film Festivals für Nine
- 2010: Golden-Globe-Nominierung für Nine (Beste Hauptdarstellerin – Komödie/Musical)
- 2013: Golden-Globe-Nominierung für Der Geschmack von Rost und Knochen (Beste Hauptdarstellerin – Drama)
- 2013: Nominierung für den British Academy Film Award für Der Geschmack von Rost und Knochen (Beste Hauptdarstellerin)
- 2013: Étoile d’Or für Der Geschmack von Rost und Knochen (Beste Darstellerin)
- 2013: César-Nominierung für Der Geschmack von Rost und Knochen (Beste Hauptdarstellerin)
- 2013: International Cinephile Society Award für The Immigrant (Beste Hauptdarstellerin)
- 2013: Irish Film and Television Award für Der Geschmack von Rost und Knochen und The Dark Knight Rises (Beste internationale Darstellerin)
- 2013: National Film Society Award für Der Geschmack von Rost und Knochen (Beste Hauptdarstellerin)
- 2013: Premio Sant Jordi für Der Geschmack von Rost und Knochen und The Dark Knight Rises (Beste ausländische Darstellerin)
- 2014: Ehrenpreis des Newport Beach Film Festival für The Immigrant (gemeinsam mit Joaquin Phoenix und Jeremy Renner)
- 2014: New York Film Critics Circle Award für The Immigrant und Zwei Tage, eine Nacht (Beste Hauptdarstellerin)
- 2014: Boston Society of Film Critics Award für The Immigrant und Zwei Tage, eine Nacht (Beste Hauptdarstellerin)
- 2014: Boston Online Film Critics Association Award für Zwei Tage, eine Nacht (Beste Hauptdarstellerin)
- 2014: New York Film Critics Online Award für Zwei Tage, eine Nacht (Beste Hauptdarstellerin)
- 2014: Europäischer Filmpreis für Zwei Tage, eine Nacht (Beste Darstellerin)
- 2015: National Society of Film Critics Award für The Immigrant und Zwei Tage, eine Nacht (Beste Hauptdarstellerin)
- 2015: Nominierung für den Academy Award für Zwei Tage, eine Nacht (Beste Hauptdarstellerin)
- 2021: Festival Internacional de Cine de San Sebastián – Donostia Award[17]
- 2022: Golden-Globe-Nominierung für Annette (Beste Hauptdarstellerin – Komödie/Musical)

## Ehrungen
16. März 2010: Chevalier de l’ordre des Arts et Lettres
14. Juli 2016: Chevalier de l’ordre de la Légion d’honneur
 10. Februar 2016: Officier de l’ordre des Arts et Lettres